# Berretti
Campionato Nazionale Dante Berretti (lub prościej Campionato Berretti, Berretti) – juniorskie rozgrywki piłkarskie we Włoszech.
Rozgrywki Berretti prowadzone są niezależnie od siebie w dwóch grupach:
- grupa skupiająca zespoły z Serie A, Serie B i Serie D
- grupa skupiająca zespoły z Serie C1 i Serie C2

W Campionato Berretti grają zespoły młodzieżowe do lat 19 (w przypadku drużyn z Serie A i B) lub do lat 20 (pozostałe drużyny). Drużyny do lat 20 z Serie A i B biorą udział w odrębnych rozgrywkach – Primavera.
Patronem rozgrywek jest Dante Berretti, były wiceprezydent włoskiej federacji piłkarskiej (FIGC).

## Triumfatorzy Campionato Berretti

### Torneo „Dante Berretti”
| Sezon   | Mistrz Serie C | Mistrz Serie A i B | Mistrz Serie D |
| ------- | -------------- | ------------------ | -------------- |
| 1966/67 | Casertana      |                    |                |
| 1967/68 | Internapoli    |                    |                |
| 1968/69 | Salernitana    |                    | Sangiovannese  |
| 1969/70 | Novara         |                    | Mestrina       |
| 1970/71 | Verbania       |                    | Trevigese      |
| 1971/72 | Pisa           | A.C. Milan         | Astimacombi    |
| 1972/73 | Padova         | Bologna FC         | Velletri Roma  |
| 1973/74 | Imperia        | Torino FC          | Cremonese      |
| 1974/75 | Padova         | Torino FC          | Montebelluna   |
| 1975/76 | Cremonese      | ACF Fiorentina     | Conegliano     |
| 1976/77 | Giulianova     | S.S. Lazio         | Forlì          |
| 1977/78 | Marsala        | Torino FC          | Conegliano     |
| 1978/79 | Como           | ACF Fiorentina     | Irpinia        |
| 1979/80 | Teramo         | Inter Mediolan     | Sulmona        |
| 1980/81 | Juve Stabia    | Torino FC          | Irpinia        |
| 1981/82 | Carrarese      | A.C. Milan         |                |
| 1982/83 | Montebelluna   | A.C. Milan         |                |
| 1983/84 | Giulianova     | Inter Mediolan     |                |
| 1984/85 | Giulianova     | A.C. Milan         |                |
| 1985/86 | Lodigiani Roma | Torino FC          |                |
| 1986/87 | Angizia Luco   | Avellino           |                |
| 1987/88 | Trento         | Torino FC          |                |
| 1988/89 | R.M. Firenze   | Torino FC          |                |
| 1989/90 | Lucchese       | A.C. Milan         |                |
| 1990/91 | Carpi          | Inter Mediolan     |                |
| 1991/92 | Catanzaro      | Torino FC          |                |

### Campionato Nazionale Juniores Torneo „Dante Berretti”
| Sezon     | Mistrz Serie A, B i D | Mistrz Serie C |
| --------- | --------------------- | -------------- |
| 1992/93   | Cosenza               | Leffe          |
| 1993/94   | A.C. Milan            | Nola           |
| 1994/1995 | Cesena                | Leffe          |
| 1995/96   | Avellino              | Lodigiani      |

### Campionato Nazionale „Dante Berretti”
| Sezon   | Mistrz Serie A, B i D | Mistrz Serie C |
| ------- | --------------------- | -------------- |
| 1996/97 | Casarano              |                |
| 1997/98 | Lodigiani             |                |
| 1998/99 | Siena                 |                |
| 1999/00 | Battipagliese         |                |
| 2000/01 | US Palermo            |                |
| 2001/02 | Juventus F.C.         |                |
| 2002/03 | Reggiana              |                |
| 2003/04 | Juventus F.C.         |                |
| 2004/05 | Juventus F.C.         | Napoli         |
| 2005/06 | Atalanta BC           | Giulianova     |
| 2006/07 | Torino FC             | Perugia        |
| 2007/08 | Pro Sesto             |                |